# Duke Dinsmore
Duke Dinsmore (10 de abril de 1913 – 12 de outubro de 1985) foi um automobilista norte-americano que esteve em nove (sete) 500 Milhas de Indianápolis (quatro quando a prova contava pontos para o Mundial de Pilotos de Fórmula 1 de 1950 até 1960): 1946, 1947, 1949, 1950, 1951, 1952 (não se qualificou), 1953 (compartilhou com Rodger Ward e Andy Linden), 1954 (não se qualificou) e 1956.